# William J. Simmons
William Joseph Simmons (Harpersville, 1880–Atlanta, 18 de mayo de 1945) fue el fundador del segundo Ku Klux Klan, en 1915. Simmons participó en la Guerra Hispano-Estadounidense, y estudió medicina en la Universidad Johns Hopkins. Afiliado a la iglesia Metodista Episcopal, predicó hasta que fue expulsado en 1912.
Tras adoptar diferentes empleos, Simmons tuvo éxito promocionando la organización Woodmen of the World (Madereros del Mundo). Se afilió a más de diez organizaciones fraternas diferentes. Popularmente era conocido como "Doc" o "el Coronel". Durante una convalecencia obligada por haber sido atropellado por un auto en 1915, Simmons se preocupó por revivir el Klan que había existido en el siglo XIX en los Estados Unidos, y que había visto recientemente, en la película El nacimiento de una nación. Simmons consiguió una copia de la Proclama del Ku Klux Klan, y la utilizó como guía para escribir sus propios lineamientos sobre lo que debería ser la reencarnación de la organización. La iconografía reconocida del Klan fue utilizada por primera vez por Simmons gracias a la inspiración que le dio la película, donde se mostraban cruces ardiendo y puntiagudas capuchas blancas. Simmons organizó a 34 hombres, que serían el núcleo del nuevo Klan, y lo fundaron según algunas fuentes, el Día de Acción de Gracias de 1915.
- Datos: Q983330
- Multimedia: William Joseph Simmons / Q983330